# Bengt Hultmark

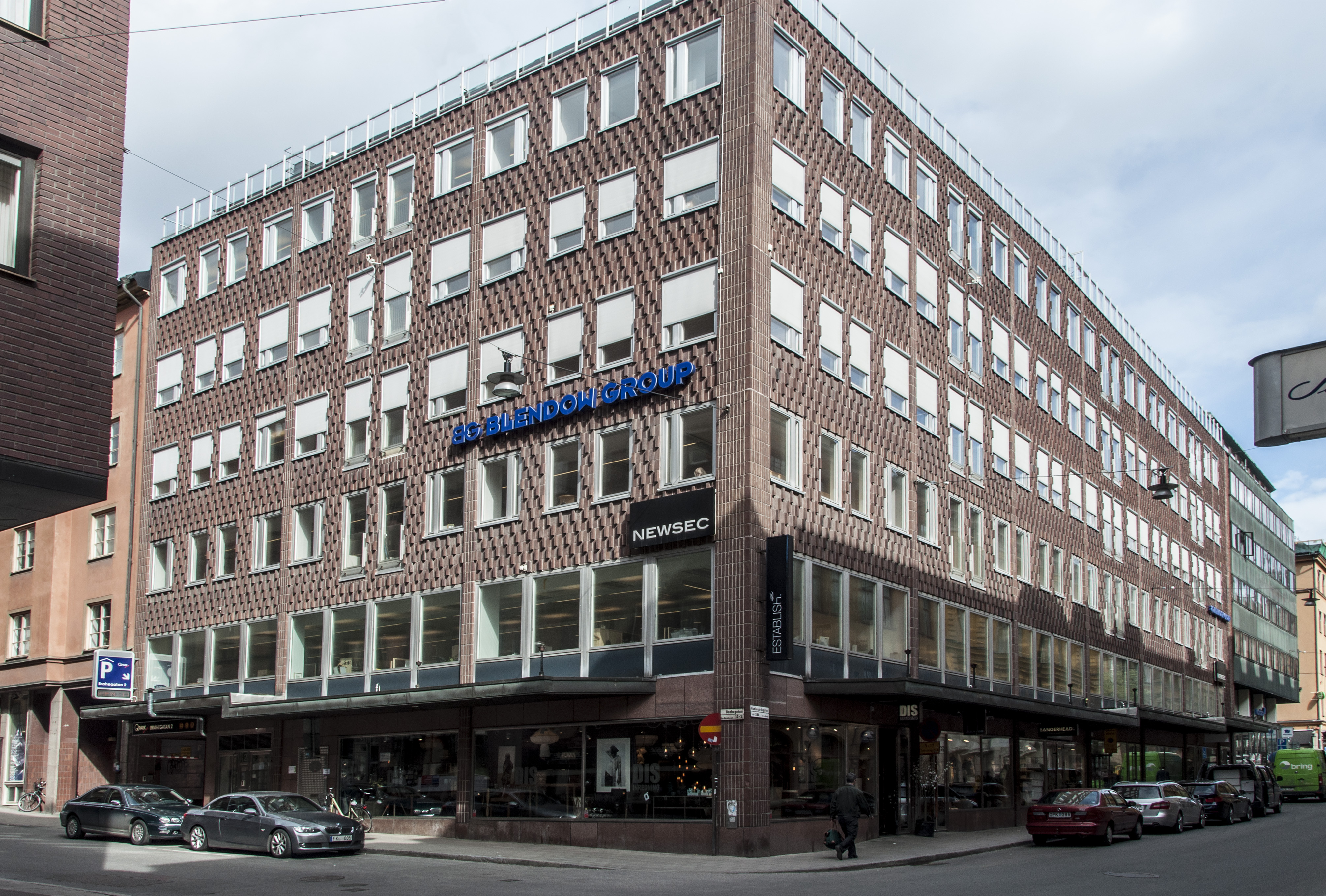
Kontorshus Humlegårdsgatan, Stockholm

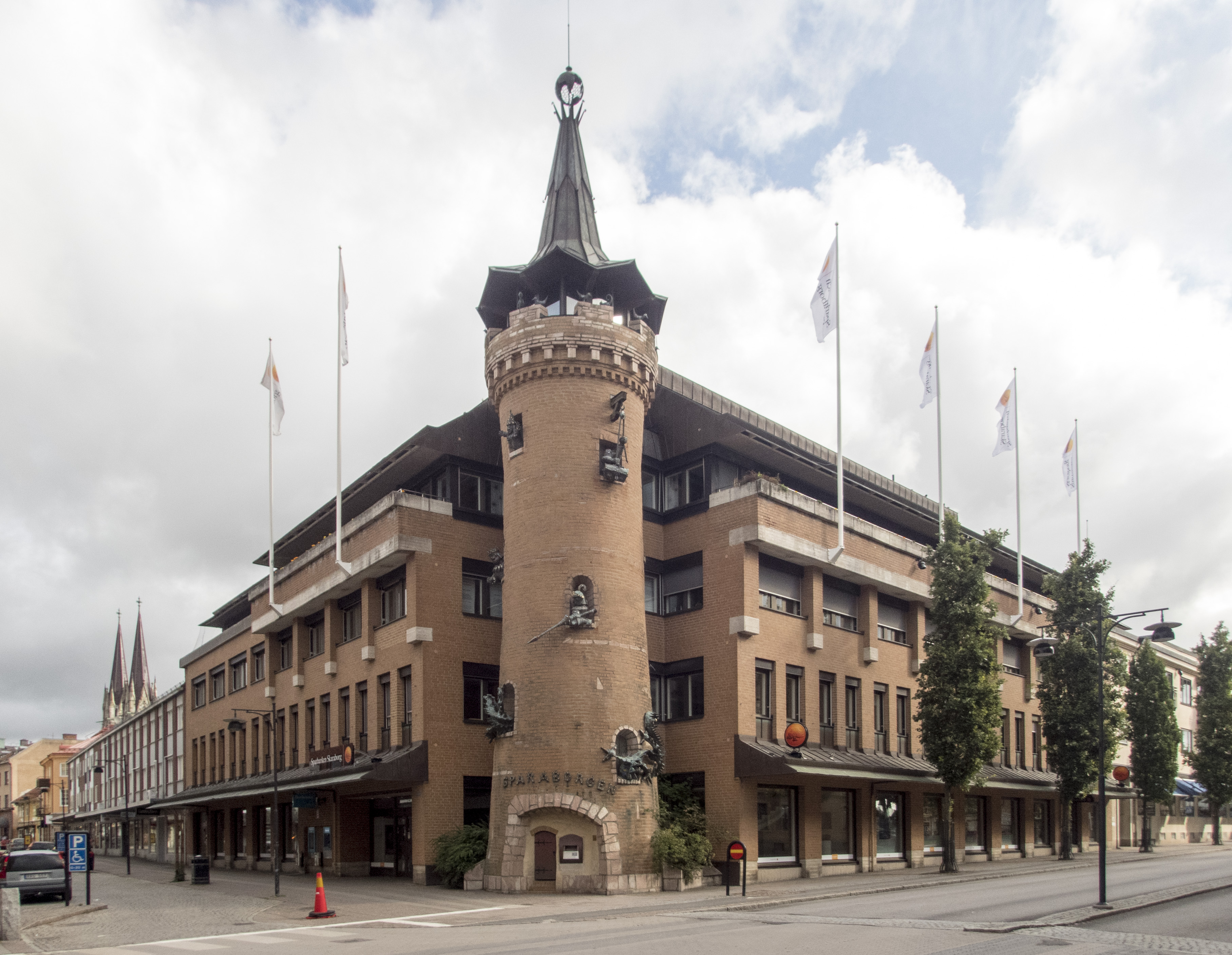
Sparbankshuset i Skara

Bengt Alfred Hultmark, född 1 november 1921 i Vilhelmina församling, Västerbottens län, död 24 maj 2015 i Saltsjöbadens församling, Stockholms län, var en svensk arkitekt bosatt i Stockholm. Son till jägmästare David Hultmark och Margareta Anderzon, Saltsjöbaden.
Hultmark utbildad sig till arkitekt på Kungliga tekniska högskolan och tog examen 1950.
Under åren 1951–1961 jobbade han på Hakon Ahlbergs arkitektkontor. Där var han bland annat medansvarig för det vinnande tävlingsförslaget för nybygget av Dalarnas museum. 1961 anställdes han av Sparbankens arkitektkontor, där han jobbade i 25 år (från 1961 till 1986) som chefsarkitekt fram till det att han pensionerades. Under den tiden samarbetade han med skulptören Walter Bengtsson för utsmyckning av flera av sina objekt.
Efter pensioneringen 1986 öppnade Hultmark sitt eget arkitektkontor och jobbade med varierande projekt, där ett stort intresseområde var stadsplanering. Bengt Hultmark är begravd på Skogsö kyrkogård.

## Byggnadsverk (urval)[källabehövs]
- Egen villa i Saltsjöbaden, 1957–1958
- Skaraborgs läns Sparbank (med skulpturer av Walter Bengtsson)
- Länssparbank i Falkenberg (med skulpturen "Drömbanken" av Walter Bengtsson
- Dalarnas museum (Hakon Ahlberg arkitektkontor)
- RKA kontorshus - Humlegårdsgatan, i Stockholm
- Sparbankskontor i:
  - Falun
  - Eskilstuna
  - Köping
  - Alingsås
  - Simrishamn
  - Umeå (ombyggnad)
  - Vänersborg
  - Kristinehamn